# Zrąb (górnictwo)
Zrąb – pojęcie górnicze. Jest to miejsce przecięcia się szybu z powierzchnią ziemi.
Inne znaczenia hasła:

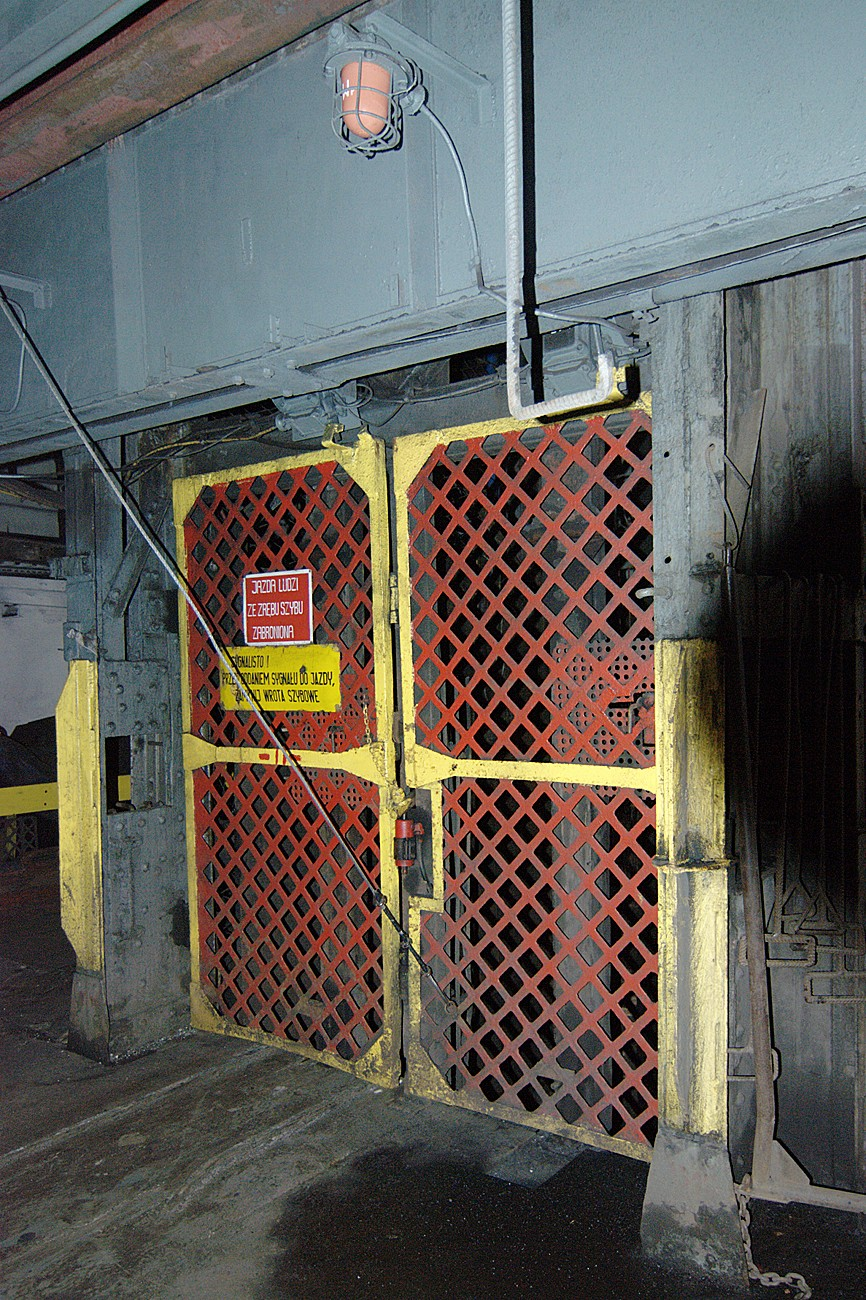
Zabrze, szyb Staszic, zrąb szybu DSC 7432

- Zrąb Sp. z o.o., Zakład Górniczy Wierchomla - Piwniczna-Zdrój, Nowy Sącz, małopolska.